# Református templom (Szolnok)
A szolnoki református templom Szolnokon a  Tisza-parti sétány 1. alatt található.

## Története
Szolnok városának a 19. században még nem volt református temploma, csak kis imaháza a vallás gyakorlóinak. Az első lépéseket egy állandó épület létrehozására az 1880-as években tették. A város vezetése egy telek adományozásával járult hozzá a templom építéséhez. Az alapkövet 1893-ban tették le, és már 1894 karácsonyára el is készült az épület. A templom tervezője Sztehlo Ottó volt, aki más templomok tervezője is volt (például ceglédi evangélikus). A neogótikus stílusú épület, különleges hatású, fala vöröstégla. Maga az épület olyan, mint egy erőd, ötszög alakú. A kapucsarnok előugró, felette 3 csúcsíves ablak látható. A templom 28 méter magas, három tornya van, ebből a legmagasabb tetején látható a kakas. A bejárat két oldalánál egyenként 19 méter magas torony van, az erődökre jellemző, kis lőrésszerű ablakokkal. Belül is ötszög alakú, körbe futó fakarzatokkal.

## Orgonája
Orgonáját Angster József pécsi orgonaépítő mester készítette 1894-ben.

## Harangjai
Négy harangja közül a legnagyobb 412 kg tömegű, a  nagyközép-harang 245 kg, a  legkisebb 50 kg-os. Mindhárom harangot Szlezák Ráfael harangöntő mester készítette 1948-ban. A legrégebbi harangot, aminek tömege, 145 kg 1894-ben, a templom építésének évében öntötte id. Walser Ferenc Budapesten. A két nagyobb és legkisebb harangot a második világháborúban hadi célokra elvitték, ezért kellett három új harangot öntetni 1948-ban. A legkisebb, 50 kg-os jelenleg használaton kívül van. A három nagyobb, használatban lévő harang zenei hangjai: gisz1, h1, e2. A legkisebb harang gisz2 hangra van hangolva.
Harangozási szokások vasárnap:
- 9.00-9.05 - 245 kg (első hívogatás)
- 9.30-9.35 - 412 kg (második hívogatás)
- 9.55-10.00 - 412, 245, 145 kg egyszerre (beharangozás)

## Külső hivatkozások
Szolnoki Református Egyházközség honlapja Archiválva 2006. november 14-i dátummal a Wayback Machine-ben
Képek Archiválva 2007. szeptember 27-i dátummal a Wayback Machine-ben